# اعتراضات ۱۳۹۶ ایران

«تشکیل اجتماعات و راه‌پیمایی‌ها، بدون حمل سلاح، به شرط آن که مخل به مبانی اسلام نباشد آزاد است.
تبصره:تشکیل اجتماعات و راهپیمایی طبق اصل ۲۷ قانون اساسی آزاد است، ولی برگزاری آن در پارک‌ها، میدان‌ها و معابر عمومی منوط به کسب مجوز از وزارت کشور است.»

— اصل ۲۷ قانون اساسی
اعتراضات ۱۳۹۶ ایران شامل تجمع‌ها و اعتراضات گوناگون در ایران است که در سال ۱۳۹۶ رخ داده‌اند.
ریشه‌های اعتراضات ایران مشکلات اقتصادی، اختلافات سیاسی، رخدادهای اجتماعی و فرهنگی است. بنا بر بیست و هفتمین اصل از اصول ۱۷۷ گانه قانون اساسی جمهوری اسلامی، «تشکیل اجتماعات و راه‌پیمایی‌ها بدون حمل سلاح به شرط آنکه مخل به مبانی اسلام نباشد، آزاد است.»

## اعتراضات
- اعتراضات دی ۱۳۹۶ ایران
- اعتراضات دراویش گنابادی
- اعتراضات کشاورزان استان اصفهان
- اعتصاب سراسری کردستان
- اعتصابات سراسری ۱۳۹۷-۱۳۹۸ ایران
- دختران خیابان انقلاب
- سندیکای کارگران کشت و صنعت نیشکر هفت‌تپه

## کشته‌شدگان
- سارو قهرمانی
- سینا قنبری
- مصطفی صالحی
- محمد ثلاث
- محمد راجی
- روح‌الله زم
- علیرضا شیرمحمدعلی

## بازداشت‌شدگان
- اسماعیل بخشی
- صبا کردافشاری
- علی نجاتی

## واکنش‌ها
- اصلاح‌طلب، اصول‌گرا دیگه تمومه ماجرا
- واکنش‌ها به تظاهرات ۱۳۹۶ ایران